# I en klosterträdgård (album)
I en klosterträdgård är ett musikalbum i form av ett samlingsalbum från 1992 med Jan Lindblad.

## Låtförteckning
1. Våren
2. Tema ur Törnfåglarna
3. Entonigt ringer den lilla klockan
4. Yellow Bird
5. Jungle Fantasy
6. Kojo No Tsuki
7. Annie Laurie's Song
8. Ack Värmeland du sköna
9. Around the World
10. Sailing
11. På sångens vingar
12. En näktergal sjöng på Berkley Square
13. Regnet det bara öser ner
14. Shenandoah
15. Morgonvandring med fågelsång
16. El condor pasa
17. Ave Maria
18. I en klosterträdgård (In a Monastery Garden)